# 三環幇 (新竹)
三環幇（さんかんほう）、台湾新竹県竹東鎮を拠点に活動するに黒社会組織（暴力団）のひとつ。構成員数は不明。

## 略史
1970年、新竹県竹東鎮で頼増財が角頭となり三環幇を組織。債務回収、恐喝などにより勢力を拡大し、ゲームセンター経営で頭角を表した。
2001年、頼増財は竹東鎮で行われた友人の結婚披露宴に参加、その会場を去った直後太陽会の構成員により射殺される事件が発生した。太陽会は新竹地区のゲームセンター経営の主導権を巡る抗争関係にあり、頼増財の射殺事件を契機に武装闘争が展開された。
三環幇は幇主を除盛隆が継承、太陽会への報復として桃園新竹で武器を入手、大規模な報復計画を立案した。しかし事態の深刻化を恐れた警察は三環幇の内偵を開始、2002年1月に除盛隆を逮捕、武器を没収した。
現在でも三環幇は新竹を中心に活動を続けている。

## 歴代幇主
1. 頼増財
2. 徐盛隆